# Thomas Phibel
Thomas Phibel (Les Abymes, 31 mei 1986) is een Frans voetballer die bij voorkeur als verdediger speelt.
Phibel stroomde door vanuit de jeugd van RC Lens. Hij debuteerde in het betaald voetbal bij RE Virton, dat hij na een half jaar verliet voor Standard Luik. Hier speelde hij in twee seizoenen twee competitiewedstrijden. Na een conflict met toenmalig Standard Luik-trainer László Bölöni verliet hij de club voor FC Brussels. Bij Brussels speelde hij tien wedstrijden, waarna hij naar Antwerp FC vertrok. Bij Antwerp stond Phibel tot en met seizoen 2011/12 in de basis. In dat seizoen moest hij plaats maken voor een nieuwe waaier aan spelers. Hij verhuisde in de zomer van 2012 naar Widzew Łódź. 